# Campeón de Campeones 2014-15
La copa Campeón de Campeones 2014-15 fue la edición XLIII del Campeón de Campeones. Esta edición fue disputada por los campeones de la Liga Bancomer MX correspondientes al Apertura 2014: Club América y Clausura 2015: Santos Laguna.

## Sistema de competición
Disputarán la copa Campeón de Campeones 2014-15 los campeones de los torneos Apertura 2014 y Clausura 2015.
El Club vencedor del Campeón de Campeones será aquel que en el partido anote el mayor número de goles. Si al término del tiempo reglamentario el partido está empatado, se procederá a lanzar tiros penales, hasta que resulte un vencedor.

## Información de los equipos
| Equipo  | Entrenador     | Estadio | Ciudad      | Patrocinador | Kit  |
| ------- | -------------- | ------- | ----------- | ------------ | ---- |
| América | Ignacio Ambríz | Azteca  | México D.F. | Huawei       | Nike |
| Santos  | Pedro Caixinha | Corona  | Torreón     | Soriana      | Puma |

## Partido

### América-Santos
| 20 de julio de 2015 - 20:45                | América | 0:1 (0:1) | Santos              | Estadio Toyota, Frisco                                    |                                                           |
|                                            |         |           | Calderón 17' (pen.) | Asistencia: 8000 espectadores Árbitro(s): Leszek Stalmach | Asistencia: 8000 espectadores Árbitro(s): Leszek Stalmach |
| Santos Campeón de Campeones 2014-15 (1:0). |         |           |                     |                                                           |                                                           |

#### Ficha
| 1     | POR   | Hugo González          |     |
| 3     | DEF   | Gil Burón              |     |
| 4     | DEF   | Erik Pimentel          |     |
| 6     | DEF   | Miguel Samudio         | 75' |
| 15    | DEF   | Osmar Mares            |     |
| 8     | MED   | Andrés Andrade         |     |
| 10    | MED   | Osvaldo Martínez       | 70' |
| 14    | MED   | Rubens Sambueza        |     |
| 5     | MED   | Javier Güemez          |     |
| 11    | DEL   | Michael Arroyo         |     |
| 31    | DEL   | Carlos Darwin Quintero | 45' |
| D. T. | D. T. | Ignacio Ambríz         |     |

| 1     | POR   | Agustín Marchesín |     |
| 6     | DEF   | Carlos Orrantia   |     |
| 7     | DEF   | Néstor Araujo     |     |
| 8     | DEF   | Carlos Izquierdoz |     |
| 11    | DEF   | Adrián Aldrete    |     |
| 14    | MED   | Sergio Ceballos   |     |
| 16    | MED   | Diego González    |     |
| 17    | MED   | Alonso Escoboza   | 53' |
| 21    | MED   | Néstor Calderón   | 86' |
| 23    | DEL   | Andrés Rentería   | 78' |
| 24    | DEL   | Djaniny Tavares   |     |
| D. T. | D. T. | Pedro Caixinha    |     |

| 286 | DEL | Alejandro Díaz           | 45' |
| 26  | MED | Francisco Rivera Dávalos | 70' |
| 21  | MED | Daniel Guerrero          | 75' |

| 9  | DEL | Luis Ángel Mendoza | 53' |
| 18 | DEL | Edson Rivera       | 78' |
| 88 | MED | Ulises Rivas       | 86' |

| 16' | Néstor Calderón |  |

| 16' · 17' · 20' | Andrés Andrade Osvaldo Martínez Rubens Sambueza |

| 8' · 56' · 61' | Néstor Calderón Néstor Araujo Diego González |

| Principal  | Leszek Stalmach   |
| Asistentes | Brian Dunn        |
|            | Kevin Klinger     |
| Cuarto     | William Tomlinson |

| 1     | POR   | Hugo González          |     |
| 3     | DEF   | Gil Burón              |     |
| 4     | DEF   | Erik Pimentel          |     |
| 6     | DEF   | Miguel Samudio         | 75' |
| 15    | DEF   | Osmar Mares            |     |
| 8     | MED   | Andrés Andrade         |     |
| 10    | MED   | Osvaldo Martínez       | 70' |
| 14    | MED   | Rubens Sambueza        |     |
| 5     | MED   | Javier Güemez          |     |
| 11    | DEL   | Michael Arroyo         |     |
| 31    | DEL   | Carlos Darwin Quintero | 45' |
| D. T. | D. T. | Ignacio Ambríz         |     |

| 1     | POR   | Agustín Marchesín |     |
| 6     | DEF   | Carlos Orrantia   |     |
| 7     | DEF   | Néstor Araujo     |     |
| 8     | DEF   | Carlos Izquierdoz |     |
| 11    | DEF   | Adrián Aldrete    |     |
| 14    | MED   | Sergio Ceballos   |     |
| 16    | MED   | Diego González    |     |
| 17    | MED   | Alonso Escoboza   | 53' |
| 21    | MED   | Néstor Calderón   | 86' |
| 23    | DEL   | Andrés Rentería   | 78' |
| 24    | DEL   | Djaniny Tavares   |     |
| D. T. | D. T. | Pedro Caixinha    |     |

| 286 | DEL | Alejandro Díaz           | 45' |
| 26  | MED | Francisco Rivera Dávalos | 70' |
| 21  | MED | Daniel Guerrero          | 75' |

| 9  | DEL | Luis Ángel Mendoza | 53' |
| 18 | DEL | Edson Rivera       | 78' |
| 88 | MED | Ulises Rivas       | 86' |

| 16' | Néstor Calderón |  |

| 16' · 17' · 20' | Andrés Andrade Osvaldo Martínez Rubens Sambueza |

| 8' · 56' · 61' | Néstor Calderón Néstor Araujo Diego González |

| Principal  | Leszek Stalmach   |
| Asistentes | Brian Dunn        |
|            | Kevin Klinger     |
| Cuarto     | William Tomlinson |

| 1     | POR   | Hugo González          |     |
| 3     | DEF   | Gil Burón              |     |
| 4     | DEF   | Erik Pimentel          |     |
| 6     | DEF   | Miguel Samudio         | 75' |
| 15    | DEF   | Osmar Mares            |     |
| 8     | MED   | Andrés Andrade         |     |
| 10    | MED   | Osvaldo Martínez       | 70' |
| 14    | MED   | Rubens Sambueza        |     |
| 5     | MED   | Javier Güemez          |     |
| 11    | DEL   | Michael Arroyo         |     |
| 31    | DEL   | Carlos Darwin Quintero | 45' |
| D. T. | D. T. | Ignacio Ambríz         |     |

| 1     | POR   | Agustín Marchesín |     |
| 6     | DEF   | Carlos Orrantia   |     |
| 7     | DEF   | Néstor Araujo     |     |
| 8     | DEF   | Carlos Izquierdoz |     |
| 11    | DEF   | Adrián Aldrete    |     |
| 14    | MED   | Sergio Ceballos   |     |
| 16    | MED   | Diego González    |     |
| 17    | MED   | Alonso Escoboza   | 53' |
| 21    | MED   | Néstor Calderón   | 86' |
| 23    | DEL   | Andrés Rentería   | 78' |
| 24    | DEL   | Djaniny Tavares   |     |
| D. T. | D. T. | Pedro Caixinha    |     |

| 286 | DEL | Alejandro Díaz           | 45' |
| 26  | MED | Francisco Rivera Dávalos | 70' |
| 21  | MED | Daniel Guerrero          | 75' |

| 9  | DEL | Luis Ángel Mendoza | 53' |
| 18 | DEL | Edson Rivera       | 78' |
| 88 | MED | Ulises Rivas       | 86' |

| 16' | Néstor Calderón |  |

| 16' · 17' · 20' | Andrés Andrade Osvaldo Martínez Rubens Sambueza |

| 8' · 56' · 61' | Néstor Calderón Néstor Araujo Diego González |

| Principal  | Leszek Stalmach   |
| Asistentes | Brian Dunn        |
|            | Kevin Klinger     |
| Cuarto     | William Tomlinson |

| 1     | POR   | Hugo González          |     |
| 3     | DEF   | Gil Burón              |     |
| 4     | DEF   | Erik Pimentel          |     |
| 6     | DEF   | Miguel Samudio         | 75' |
| 15    | DEF   | Osmar Mares            |     |
| 8     | MED   | Andrés Andrade         |     |
| 10    | MED   | Osvaldo Martínez       | 70' |
| 14    | MED   | Rubens Sambueza        |     |
| 5     | MED   | Javier Güemez          |     |
| 11    | DEL   | Michael Arroyo         |     |
| 31    | DEL   | Carlos Darwin Quintero | 45' |
| D. T. | D. T. | Ignacio Ambríz         |     |

| 1     | POR   | Agustín Marchesín |     |
| 6     | DEF   | Carlos Orrantia   |     |
| 7     | DEF   | Néstor Araujo     |     |
| 8     | DEF   | Carlos Izquierdoz |     |
| 11    | DEF   | Adrián Aldrete    |     |
| 14    | MED   | Sergio Ceballos   |     |
| 16    | MED   | Diego González    |     |
| 17    | MED   | Alonso Escoboza   | 53' |
| 21    | MED   | Néstor Calderón   | 86' |
| 23    | DEL   | Andrés Rentería   | 78' |
| 24    | DEL   | Djaniny Tavares   |     |
| D. T. | D. T. | Pedro Caixinha    |     |

| 286 | DEL | Alejandro Díaz           | 45' |
| 26  | MED | Francisco Rivera Dávalos | 70' |
| 21  | MED | Daniel Guerrero          | 75' |

| 9  | DEL | Luis Ángel Mendoza | 53' |
| 18 | DEL | Edson Rivera       | 78' |
| 88 | MED | Ulises Rivas       | 86' |

| 16' | Néstor Calderón |  |

| 16' · 17' · 20' | Andrés Andrade Osvaldo Martínez Rubens Sambueza |

| 8' · 56' · 61' | Néstor Calderón Néstor Araujo Diego González |

| Principal  | Leszek Stalmach   |
| Asistentes | Brian Dunn        |
|            | Kevin Klinger     |
| Cuarto     | William Tomlinson |

| Campeón de Campeones 2014-15 |
| ---------------------------- |
|                              |
| Santos                       |
| 1° Título                    |